# Амёбы
Амёбы (лат. Amoeba, от др.-греч. ἀμοιβή — превращение) — род микроскопических одноклеточных простейших из семейства Amoebidae. У амёб неправильная, всё время меняющаяся форма из-за временных цитоплазматических выростов, называемых ложноножками или псевдоподиями, которые служат для передвижения и захвата пищи.

## Описание
Амёбы являются одноклеточными организмами. Их жизнедеятельность осуществляется внутри одной клетки, которая выполняет все функции организма: питание, размножение, передвижение и выделение.
Клетка амёбы имеет тонкую мембрану, большое ядро, питательные и сократительные вакуоли и жировые глобулы. Выделения проходят через сократительную вакуоль. Длина до 0,5 мм. Наиболее известен вид амёба протей (Amoeba proteus).
Амёба отличается большой длиной генома. Так, геном амёбы Amoeba dubia состоит из 690 млрд пар нуклеотидов (для сравнения, геном человека состоит из 2,9 млрд пар).
Водятся в прудах, во влажной почве, во внутренностях животных.

### Размножение
Большинство амёб размножается только бесполым путём, простым делением надвое.

## История изучения
Амёба была впервые обнаружена в 1755 году Августом Иоганном Рёзель фон Розенгофом Ранние натуралисты называли амёбу протеем в честь греческого бога Протея, который мог изменять свою форму. Название «амёба» было дано этим микроорганизмам Ж. Б. Бори де Сен-Венсаном, от греческого слова изменение (др.-греч. ἀμοιβή).